# Neil Immerman
Neil Immerman, né le 24 novembre 1953 à Manhasset dans l'État de New York, est un informaticien américain, spécialiste de l'informatique théorique, professeur d'informatique à l'université du Massachusetts à Amherst. Il est l'un des développeurs principaux de la complexité descriptive, une approche qu'il utilise actuellement pour la recherche en model checking, théorie des bases de données, et théorie de la complexité informatique.
Neil Immerman est un editeur des revues scientifiques SIAM Journal on Computing et Logical Methods in Computer Science. Il a obtenu une licence B.S. et une maîtrise M.S. à l’université Yale en 1974, et un doctorat Ph.D. à l'université Cornell en 1980 sous la supervision de Juris Hartmanis, lui-même un lauréat du prix Turing,. Son livre Descriptive Complexity est paru en 1999.
Immerman est lauréat, conjointement avec Róbert Szelepcsényi, du prix Gödel en 1995, prix d'informatique théorique qui lui est décerné pour la preuve de ce qui est connu sous le nom de théorème d'Immerman-Szelepcsényi, un résultat prouvant que les classes de complexité NSPACE sont fermées par complémentation. Immerman un membre distingué de l'Association for Computing Machinery (ACM Fellow) et un boursier de la Fondation Guggenheim
.